# Josep Renom
Josep Renom i Costa, (Sabadell, Barcelona, 22 de noviembre de 1880 - ibídem, 11 de marzo de 1931) fue un arquitecto español.
Fue el arquitecto municipal de varias ciudades vallesanas, como Sabadell, Barberá del Vallés, San Quirico de Tarrasa, Mollet del Vallés o Palau de Plegamans.
Renom proyectó grandes obras para Sabadell, algunas aún se conservan, como por ejemplo, el Mercado Central (1927-1930), o la Torre del Agua (1915-1919), junto con el ingeniero Francesc Izard.

## Biografía
Josep Renom nació el 22 de noviembre de 1880 en Sabadell, en la calle de la Salut, 51, hijo de un agrimensor y maestro de obras sabadellense, Francesc Renom Romeu († 1919) y de Joaquima Costa Sallent († 1912), de can Marata, en el término de Polinyá. En 1881 nace su hermano Vicenç, futuro arqueólogo, con quien colaborará en trabajos de arqueología y compartirá la amistad con Puig i Cadafalch.
En 1886 inicia los estudios primarios en los escolapios de Sabadell, posteriormente, entre 1891 y 1896, cursaría el bachillerato en el pensionado del Collell, Gerona. En 1897 inicia sus estudios en la Escuela Superior de Arquitectura de Barcelona, donde tiene de profesores, entre otros, Antoni Maria Gallissà, Antoni Rovira i Rabassa, Joan Torras, Augusto Font Carreras, Lluís Domènech i Montaner, José Vilaseca, y Josep Puig i Cadafalch, de quién se convertirá amigo y admirador.

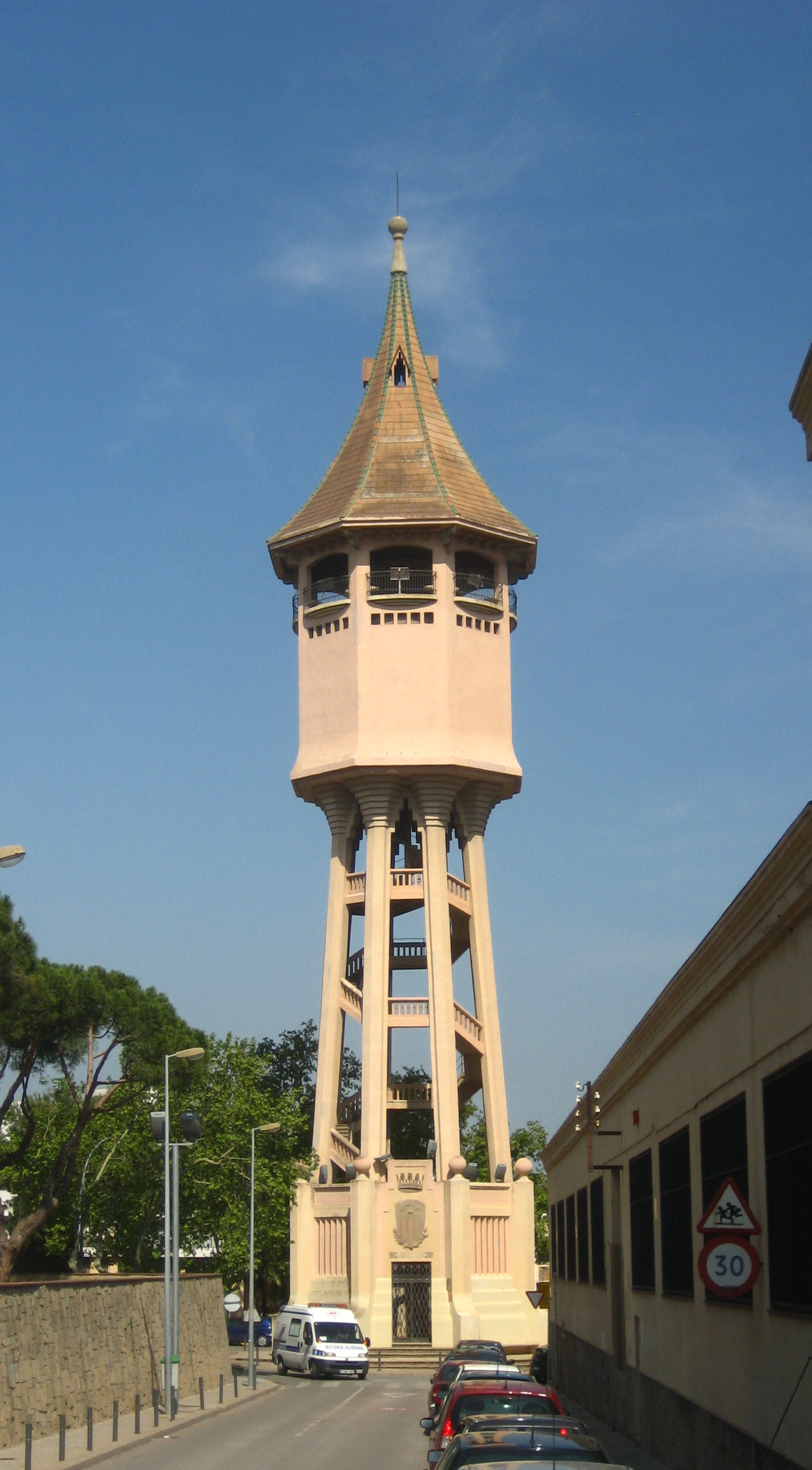
Torre del Agua, Sabadell

Antes de acabar su carrera (1906), es nombrado profesor de Geometría, Trigonometría y Dibujo Lineal en la Escuela Industrial y de Artes y Oficios  de Sabadell, labor que desempeñaría durante muchos años. En junio de 1907 obtiene el título de arquitecto, entrando a trabajar de ayudante en el estudio de Josep Puig i Cadafalch, asimismo también comienza a trabajar en el despacho de su padre, proyectando sus primeras obras.
En 1908 es nombrado jefe del Cuerpo de Bomberos de Sabadell, entidad creada en 1860, construyendo el nuevo parque de bomberos en 1931.
En 1909 es nombrado arquitecto municipal de Mollet, cargo que ostentará oficialmente hasta su muerte, aunque durante los años veinte, será Domingo Sugrañes quien, en general, trabajará en Mollet como arquitecto municipal.
Desde 1909 hasta 1931 fue miembro de la junta de la Caja de Ahorros de Sabadell, construyendo en 1928 la biblioteca popular ubicada en dicha sede.
En 1910 viaja a Bélgica para visitar la Exposición Internacional de Bruselas. A partir de este momento los viajes al extranjero serán constantes. Frecuentará sobre todo, Bélgica, Holanda, Alemania, Italia, Austria, Hungría y Francia.
En el mes de abril es nombrado arquitecto municipal de Sabadell, cargo que ocupará durante veintiún años, hasta su muerte.
A partir de este momento, deja el estudio de Puig i Cadafalch e instala su propio estudio en la misma casa de su padre, en la calle la Salut.
En diciembre es nombrado arquitecto municipal de Palau de Plegamans, cargo que ocupará sin interrupción hasta el año 1923 y después de una forma intermitente hasta el año 1930. Seguramente le ayudó en este puesto el arquitecto barcelonés oriundo de Palau, Antoni de Falguera, colaborador de Puig i Cadafalch y arquitecto municipal de Senmanat y Castellar del Vallés.

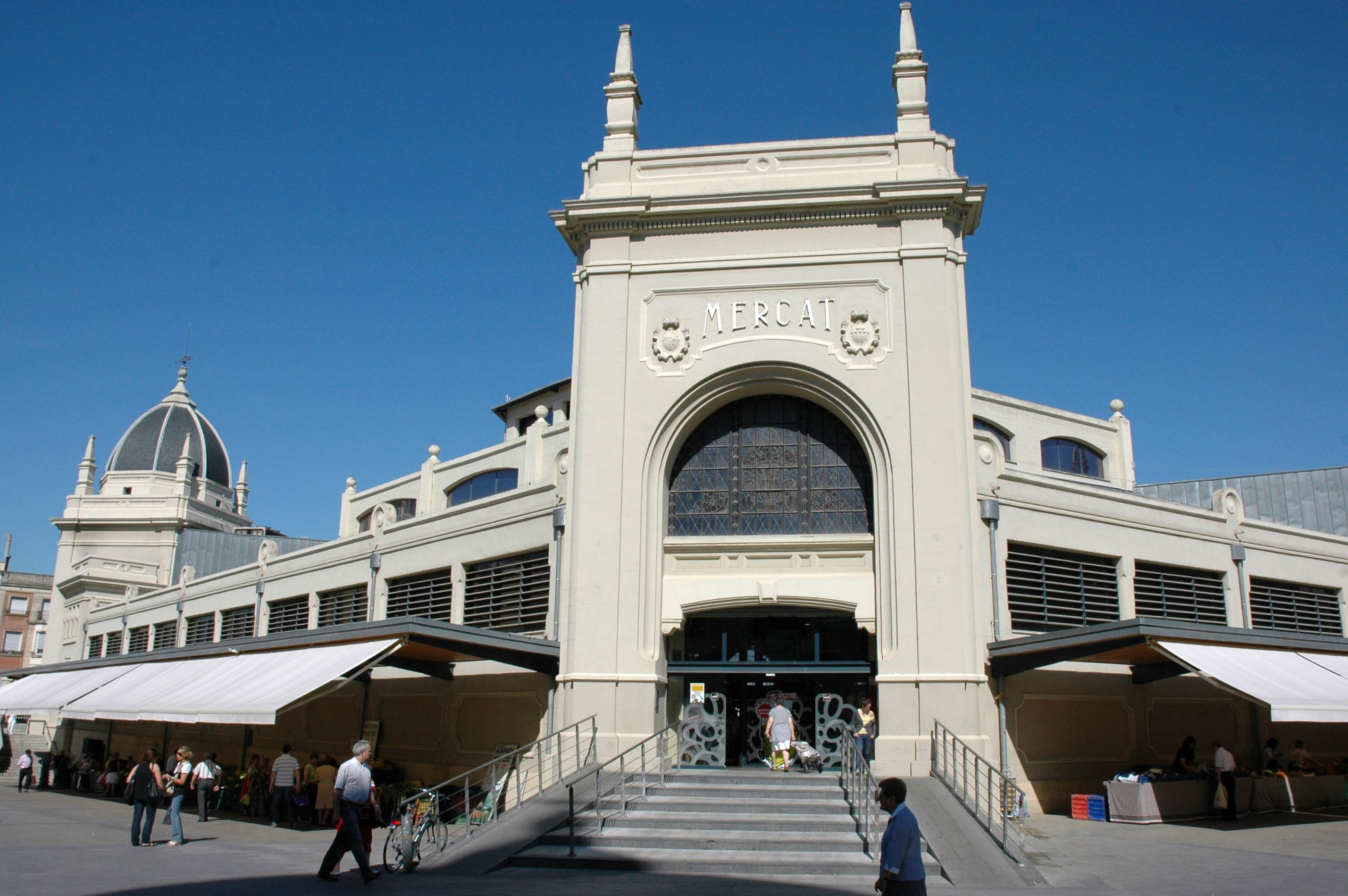
Mercado Central de Sabadell

El 30 de octubre de 1912 se casa con la sabadellense Maria Gambús i Prats e instala el nuevo domicilio y despacho en la Via Massagué, 83 de Sabadell. El matrimonio tuvo siete hijos: Dolors (1913-1916), Maria (1915), Teresa (1916), Montserrat (1921), Dolors (1923), Josefina (1925) y Josep (1931).
Alrededor de 1923 es nombrado arquitecto municipal de Barberá del Vallés y de San Quirico de Tarrasa.
A partir de Ley Municipal establecida por la Dictadura de Primo de Rivera en 1924, se declara incompatible el trabajo de arquitecto municipal y el hecho de firmar obras particulares en la misma ciudad. Por este motivo los encargos privados sabadellenses de Renom a partir de este momento irán firmados por Melcior Viñals -arquitecto municipal de Tarrasa- y por otros arquitectos y Renom firmará muchos de los proyectos de Viñals en Tarrasa.
En 1928 es miembro fundador del Cuerpo de Arquitectos Municipales de España, del cual fue miembro activo de la Junta Directiva, ocupando el cargo de contador hasta su muerte. Diseñó el anagrama de la asociación y colaboró asiduamente en la Revista del C.A.M.E. También fue uno de los impulsores de la creación de la Mútua del C.A.M.E.
A finales de abril de 1931 Renom contrae una pulmonía, y muere al cabo de una semana en su casa de la Via Massagué. A los ocho meses, en octubre, nace su séptimo hijo, Josep Renom i Gambús.

## Estilo e influencias
Dentro del modernismo catalán, la obra de Josep Renom se adscribe a las corrientes próximas a la Secesión vienesa, por influencia directa de Puig i Cadafalch, estilo que proliferó entre los jóvenes arquitectos catalanes a principios del siglo XX. Sin embargo, su obra se adaptó a la austeridad de las ciudades donde trabajó, teniendo que simplificar la ornamentación y las artes aplicadas en ambientes de lujo aprendidas de Cadafalch, pero incluso así pocas veces pudo acabar una obra tal y como la tenía planificada.
Su obra fue derivando con el tiempo hasta planteamientos casi noucentistas, evolución muy habitual en los arquitectos más jóvenes que habían cultivado el modernismo desde los planteamientos más sobrios provenientes de Viena.
Su obra destacó -cuando el encargo se lo permitía-  en detalles como vidrieras, rejas, carpintería o esgrafiados, que daban carácter a sus obras, y cuando podía, con la incorporación de esculturas, bajos relieves,  y murales de otros artistas.

## Obras principales

### Barberá del Vallés
- Matadero Municipal, Barberá del Vallés (1925).

### Caldas de Montbui
- Casa Joan Borgunyó, calle Pi i Margall, 14, Caldas de Montbui (1918).

### Camprodón
- Casa y almacén Fills de Jaume Serra[7] (Can Suris o Casa de las Monjas),[8] calle Valencia, 44, Camprodon (Gerona) (1911).[9]

### Mollet del Vallés
- Puente de la Mandra, Mollet del Vallés (1909-1911).
- Matadero Municipal de Mollet del Vallés, Mollet del Vallés (1910-1913) (derruido).
- Fábrica Ros i Campañà, avenida de la Llibertat, Mollet del Vallés (1911) (derruido en los años 70).

### Palau-solità i Plegamans
- Casa Casanovas, calle Sant Lluís, 11, Palau-solità i Plegamans.[10]

### Sabadell
- Casa Gertrudis Casajoana, calle de la Creueta, 1, Sabadell (1907).[11]
- Casa Marçal Ballús (reforma), Rambla, 93-95, Sabadell (1908) (desaparecida).
- Piso de la Acadèmia de Belles Arts, Rambla, 65, Sabadell (1908) (desaparecido).
- Casa Caterina Corominas (reforma), calle Horta Novella, 23-25, Sabadell (1908) (desaparecida).
- Almacén Sebastià Oliva, calle Montcada, Sabadell (1908) (derruido).
- Cubierta de un cine para Pantaleó Bruguera, calle Sant Pau, Sabadell (1908) (desaparecida).
- Nave industrial Rafael Soler, calle Latorre, Sabadell (1909) (derruida).
- Garaje de la casa Josep Farràs, calle de les Planes / Sant Pau,  Sabadell (1909) (derruido).
- Ampliación vapor Ribera & Cusidó, calle Levante (1909)
- Casas Joan LLenas Soler, calle del Sol, 62-64-66, Sabadell (1909).[12]
- Lavaderos públicos, calle Blasco de Garay / Gurrea, Sabadell (1910) (derruido).
- Casa de alquiler del Ayuntamiento de Sabadell, calle Latorre, 79, Sabadell (1910).
- Quiosco dels Jardinets, plaza del Dr. Robert, Sabadell (1910-1911) (derruido en 1943).
- Despacho Josep Torras Pujol, calle Indústria, Sabadell (1910) (derruido en los años 70).
- Casa Miquel Baygual (reforma), calle Illa, 46, Sabadell (1910).[13]
- Casa Josep Sallarès Deu (ampliación), calle de la Creueta, 60, Sabadell (1910) (desaparecida).
- Casa Joaquim Arimon (reforma), calle Arimon, 24, Sabadell (1911).[14]
- Despacho Francesc Armengol Duran (reforma), calle del Sol, 25, Sabadell (1911) (derruido).
- Casa Ramón Brugarolas, calle Agricultura, Sabadell (1911) (derruida).
- Salón de Juntas de la Unió Industrial, calle Sant Quirze, 30, Sabadell (1911-1912) (desaparecido).

- Casa Teresona, paseo de la plaza Major / calle Mestre Rius, Sabadell (1912) (transformada). 
 (la casa se utilizó inicialmente como tienda de telas y ropa, desde 1967 hasta la actualidad es la librería El hogar del libro).
- Despacho Sallarès Deu (reforma), calle Indústria, Sabadell (1912) (derruido en los años 70).
- Casa Agnès Singla (reforma), calle Sant Francesc, 21-23, Sabadell (1912).[15]
- Casas baratas Eugeni Salat, calle Roger de Flor / Rosales, Sabadell (1912) (están muy transformadas).
- Lavaderos públicos de la Creu Alta, calle Papa Pius XI, 165, Sabadell (1913) (desde el año 2006 acoge la biblioteca pública "Safareigs de la Creu Alta").[16]
- Casa Josep Buxó, (ampliación), calle Illa, 10, Sabadell (1913-1914).[17]
- Casa Josep Manau, calle Sant Pau, 34, Sabadell (1913).[18]
- Casas Juli Espinal, calle Sant Pau, 61-63-65, Sabadell (1913) (los bajos han sido transformados).
- Nave industrial y despacho Prat i Llibre, calle Gurrea / Riego, Sabadell (1913).
- Despacho Llonch i Sala (reforma), calle Casanovas i Bosch, Sabadell (1913-1914) (derruido a finales de los años 90).
- Despacho Quirze Estop (reforma), calle Lacy / Rambla, Sabadell (1913-1914) (derruido alrededor de 1980).
- Casa Teresa Romeu, calle Alt del Pedregar, 14, Sabadell (1914) (derruida en los años 40).
- Casa Mariano Pla, calle Gurrea, 131-133, Sabadell (1914).
- Casas Anselm Badia, calle de les Paus, 12-16, Sabadell (1914).[19]
- Fábrica de hielo La Universal (reforma), plaza de l'Angel / via Massagué, Sabadell (1914) (derruida).
- Torre del Agua, plaza de la Torre de l'Aigua, Sabadell (1915-1919).[2]
- Casas Josep Trullàs, calle Convent, 61[20] y calle Sant Francesc, 25-27,[21] Sabadell (1915).
- Grupo de casas baratas Joan Soler Mateu, calles Manso / Ausiàs March / Reina Elionor / Fiveller, Sabadell (1915) (completamente transformadas).
- Farmacia Costa, Rambla, Sabadell (1915) (desaparecida).
- Casas Jaume Riba, calle Cellers, Sabadell (1915).
- Almacenes, cochera, cuadra y lavaderos de la empresa Antoni Duran Poblet, calle Zurbano, 24, Sabadell (1915) (derruido en los años 70).
- Asilo de las Hermanitas de los Ancianos Desamparados (Casa Sardà i Salvany) (reforma en colaboración con el ingeniero Francesc Izard), calle Sant Joan, 9, Sabadell (1915-final de los años 20) (totalmente transformado en los años 80).
- Campo de fútbol del Atlètic, calle Jovellanos / Calderón / Corominas, Sabadell (1916) (desaparecido).
- Almacén Miquel Albareda, calle Pius XI, 50, (1916) (derruido en los años 80).
- Naves de la Fábrica Rafael Marcet, calle Pau Claris / Verdaguer / carretera de Rubí, Sabadell (1916) (algunas han sido derruidas).
- Despacho Joan Morral, calle del Sol, 63-65,  Sabadell (1916) (derruido).
- Casa Antoni Cusidó (ampliación), calle Papa Pius XI, 42, Sabadell (1916) (derruida).
- Casa Serafina Falguera (reforma), calle Estrella, 69, Sabadell (1916) (derruida en los años 70).
- Casa Miquel Sampere, Rambla, 217, Sabadell (1916).
- Casa Jaume Brullet, calle Borràs / ronda Zamenhof, Sabadell (1916) (derruida).
- Nave industrial Saltor Germans, avenida Barberà / Fra Luis de León, Sabadell (1916) (derruida).
- Garaje de la Casa Serafina Falguera, pasaje de Colom, Sabadell (1917) (derruida en los años 70).
- Casa Joan Colominas, calle Alt del Pedregar, 18, Sabadell (1917) (derruida en los años 40).
- Casa Josep llobet Valls (reforma), calle Calassanç Duran, 28, Sabadell (1917).
- Naves Joan Estop Puig, calle Montserrat, Sabadell (1917).
- Grupo de casas Antoni Llonch, calle Vilarrúbias, Sabadell (1917) (se conservan algunas).
- Alberge nocturno, Parque del Taulí, Sabadell (1918) (en 1928 lo reforma para instalar la Enfermería Victoria Eugenia).
- Casa Joan Figueras (reforma), calle Migdia, 49, Sabadell (1918) (derruida).
- Vapor Nois Buxó (reforma, nave oeste), calle de la Fàbrica dels Nois Buxó, 31, Sabadell (1918).[22]
- Casa Pompeu Casanovas (reforma), calle Sant Pau, 56, Sabadell (1918-1920).[23]
- Casa Andreu Jené, carretera de Castellar, Sabadell (1918).
- Despacho Enric Casanovas, calle Illa, Sabadell (1918) (derruido).
- Casa Jaume Guitart, calle Montserrat / Alemanya, Sabadell (1918) (reformada por él mismo en 1920 cuando se convierte en un convento de monjas).
- Despacho Artur Pujol, calle La Salut, 37, Sabadell (1918) (derruido en 1999).
- Casa Àngela Solà (reforma), calle Les Planes, 39,  Sabadell (1918-1919).[24]
- Casa Joan Buxó (reforma), calle Gurrea, 18, Sabadell (1918-1919).[25]
- Casa Balsach (reforma), calle les Planes, 37, Sabadell (1918-1919).[26]
- Fuente de la Granota (Fuente de la Rana) (con escultura de Josep Campeny), Rambla, 47, Sabadell (1919).[27]
- Fuente del Trinxeraire (Fuente del Golfo) (con escultura de Josep Campeny), Rambla, 147, Sabadell (1919).[28]
- Fuente del Noi dels Càntirs (Fuente del Chico de los Botijos) (con escultura de Josep Campeny), plaza Jean Piaget, Sabadell (1919).[29]
- Torre Menna Claramunt, calle Latorre 69-73, Sabadell (1919) (derruida).
- Fábrica Tort (reforma), calle Turull, 29-39 / Riego, 91-93, Sabadell (1919) (actualmente reconvertida en lofts).[30]
- Casa Antoni Estruch (reforma), calle Borràs / Sant Isidre, Sabadell (1919-1921) (derruida en los años 90).
- Casa Ramón Costajussà, calle Gràcia, 4-6, Sabadell (1919-1920).[31]
- Casa y almacén Antoni Borràs, calle la Salut, 55 / del Vapor, 1-3 / de Manaut, 14, Sabadell (1919).
- Casa Gabriel Cirera (reforma), calle Font, Sabadell (1919) (derruida).
- Despacho Josep Auliach (reforma), calle Arimon, 6, Sabadell (1920) (derruido en 1998).
- Nave Miquel Dalmases, calle Illa, 13, Sabadell (1920).[32]
- Fábrica Joan Albalate, carretera de Tarrasa, Sabadell (1920) (derruida).
- Oficinas de La Gremial a les Voltes de ca l'Oliver, Rambla, Sabadell (1920) (desaparecidas).
- Grupo de viviendas Josep Massons, calle La Salut / Raval de Dins, Sabadell (1921) .
- Clínica de Maternología y Puericultura, calle Illa, 2, Sabadell (1922-1926).[33]
- Casa Pere Martí Peydró, Rambla, 194, Sabadell (1922).
- Casa Francesc Franquesa, calle Les Valls / Jesús, Sabadell (1922).
- Casa Saucourt Harmel, avenida Barberà, Sabadell (1922)  (derruida).
- Iglesia Evangélica, calle del Sol, Sabadell (1922) (derruida).
- Fábrica Vicenç Planas, calle Viladomat / Cellers, Sabadell (1922).[34]
- Nuevo emplazamiento del campo de fútbol del Atlètic, calle Fra Luis de León / Calders, Sabadell (1922)  (desaparecido).
- Velódromo para el Club Velocipèdich Sabadell, carretera de Prats de Lluçanés, 2, Sabadell (1922)  (desaparecido).
- Naves Antoni Estruch, calle Sant Isidre, Sabadell (1923)  (derruidas).
- Naves interiores de La Electricidad, calle Covadonga, Sabadell (1923) (derruida en los años 40).
- Fábrica Joan Borràs, calle Sant Isidre, Sabadell (1923)  (derruida en 1999).
- Torre Eusebi Forrellat (reforma y ampliación), calle Bilbao,13, Sabadell (1923-1925)  (derruida en los años 90).
- Teatro del Casinet -Societat Coral Colon-, avenida Onze de Setembre, 125, Sabadell (1923) (completamente transformado).[35]
- Grupo de casas de la Cooperativa Obrera Cultura i Solidaritat, calle Taulí / Fra Batlle, Sabadell (1923) (muy transformadas).
- Hospital Mare de Déu de la Salut («Los Eucaliptos») (reforma y ampliación), Parque del Taulí, Sabadell (1924-1927).[36]
- Casa Joan Girbau, calle Vila Cinca, 9-11, Sabadell (1924).
- Casas Joan Artigas, calle Gràcia / Escola Industrial, Sabadell (1924) (derruida en los años 80).
- Pasarela de la vía del tren, cale Latorre, Sabadell (1924-1925) (derruida en los años 70).
- Casa del guardabarreras, carretera Barcelona / Sant Ferran, Sabadell (1924-1925) (derruida en 1999).
- Parque Municipal de Desinfección, Parque del Taulí, Sabadell (1925-1932)  (derruido, en su lugar se construyó en 1969 la "Residencia Albada" (edificio que sustituía a la antigua Casa de la Caridad ubicada en la actual plaza del Alcalde Marcet)).[37]
- Reforma del ábside y el camarín del Santuario de la Salut, Sabadell (1925-1927).
- Casa Mateu Iglésias, calle Covadonga / Romeu, Sabadell (1925).
- Grupo de viviendas, calle Taulí, 74-96, Sabadell (1925).
- Biblioteca Popular de la Caja de Ahorros de Sabadell, (situada en el interior de dicha caja) calle Gràcia, 17, Sabadell (1926-1928) (desaparecida en los años 60).[n. 3]
- Mercado Central, plaza del Mercat, Sabadell (1927-1930).[1]
- Altar del camarín del Santuario de la Salut, Sabadell (1927) (destruido durante la Guerra Civil).
- Escuelas, calle Regàs, Sabadell (1927) (derruidas).
- Reforma de la Casa de Beneficencia (Casa de la Caridad), plaza del Alcalde Marcet, Sabadell (1928-1930) (derruida a principios de los años 70, el nuevo edificio que sustituyó a la Casa de la Caridad se construyó en el Parque del Taulí en 1969, con el nombre de "Residencia Albada".)[37]
- Conversión de La Rambla de Sabadell en Boulevard, (1928-1930) (en la obra fue suprimido el paseo central de La Rambla).
- Plan General de Ensanche y Reforma de Sabadell, (en colaboración con Joaquim Manich i Comerma) (1928) (no se llegó a realizar).[38]
- Escuela de los Maristas,[39] calle Latorre, 70-90, Sabadell (1929) (sólo se conserva el edificio que se añadió en 1964).
- Parque de bomberos y talleres municipales, carretera de Tarrasa / Rosales / Roger de Flor, Sabadell (1930-1931) (derruido a finales de los años 80).
- Ampliación del Matadero Municipal de Sabadell, (1930) (derruido).
- Urbanización de la Riereta, Sabadell (1930).
- Casa Feliu Pascual, calle Advocat Cirera, 25, Sabadell (1930).
- Lavaderos públicos de Gràcia, calle Reina Elionor, 110, Sabadell (1930-1931).

### San Ferreol
- Santuario de Santa Maria del Collell, San Ferreol (Gerona), (1915) (inacabado por su muerte).

### San Quirico de Tarrasa
- Plan General de Ensanche y Reforma de San Quirico de Tarrasa, San Quirico de Tarrasa (1923).
- Sindicato Agrícola, plaza de la Vila, San Quirico de Tarrasa (ca. 1926).[40][41]
- Urbanización del barri de les Fonts, San Quirico de Tarrasa (1927).
- Monumento al Sagrado Corazón y urbanización del entorno, San Quirico de Tarrasa (1930).

### Senmanat
- Sociedad Coral Obrera "La Glòria Sentmenatenca",[42] paseo Anselm Clavé, 46, Senmanat (1907-1908).

### Sitges
- Casa Francesc Armengol Duran (Villa Florentina), paseo Marítimo, 35, Terramar, Sitges (1919-1920).

## Galería de imágenes

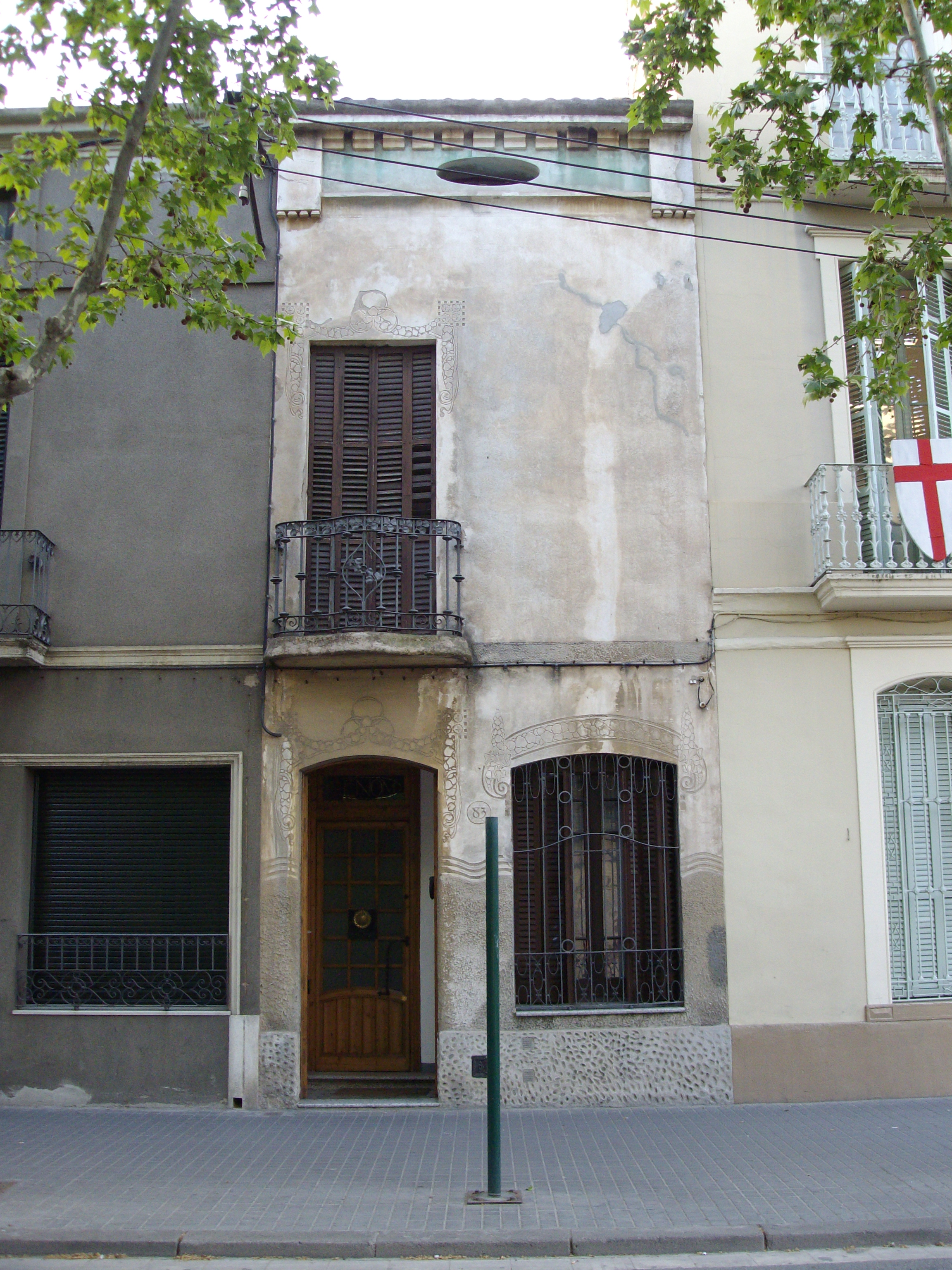
Casa de Josep Renom (Sabadell)
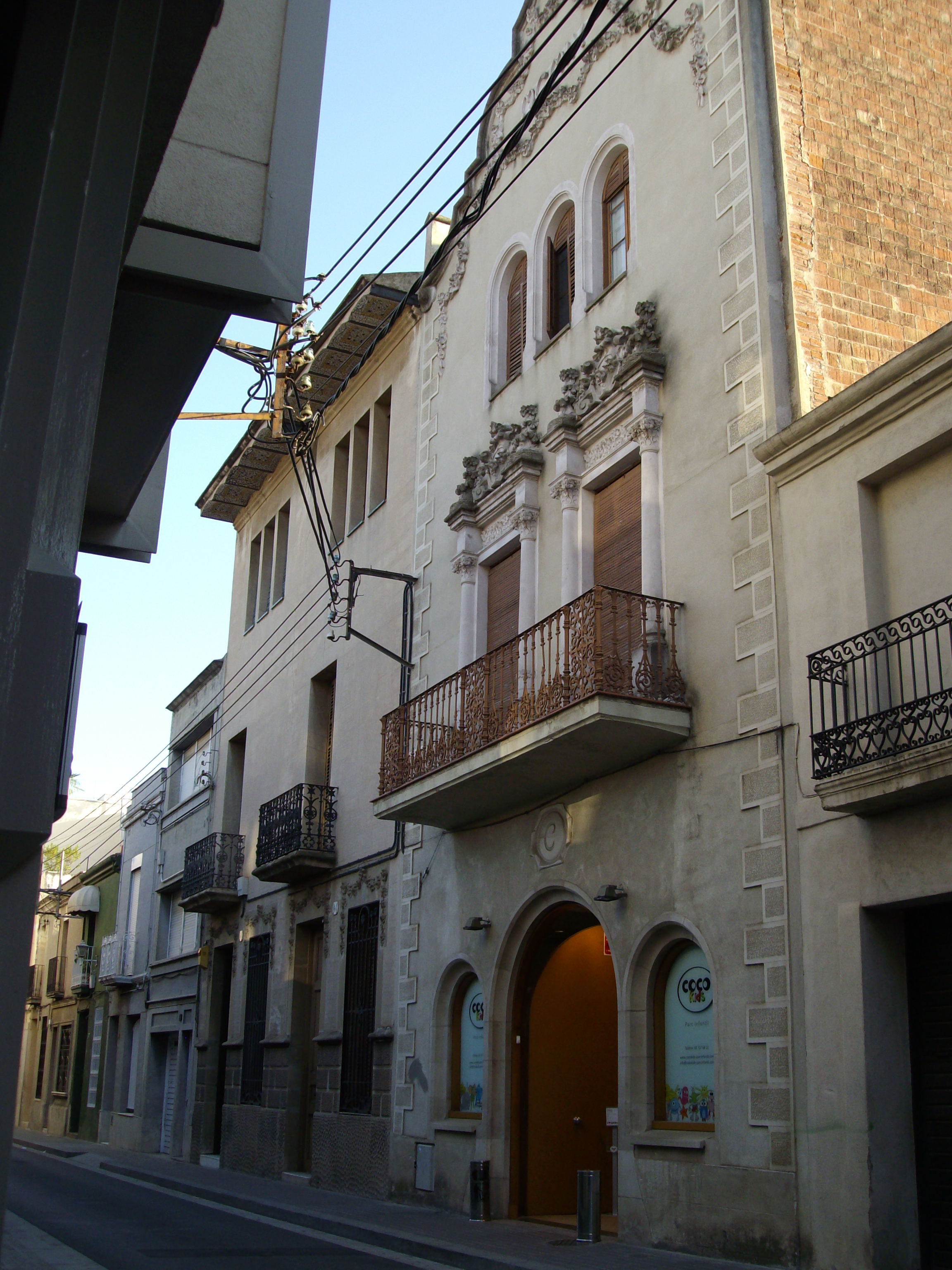
Casas Joan Llenas (Sabadell)
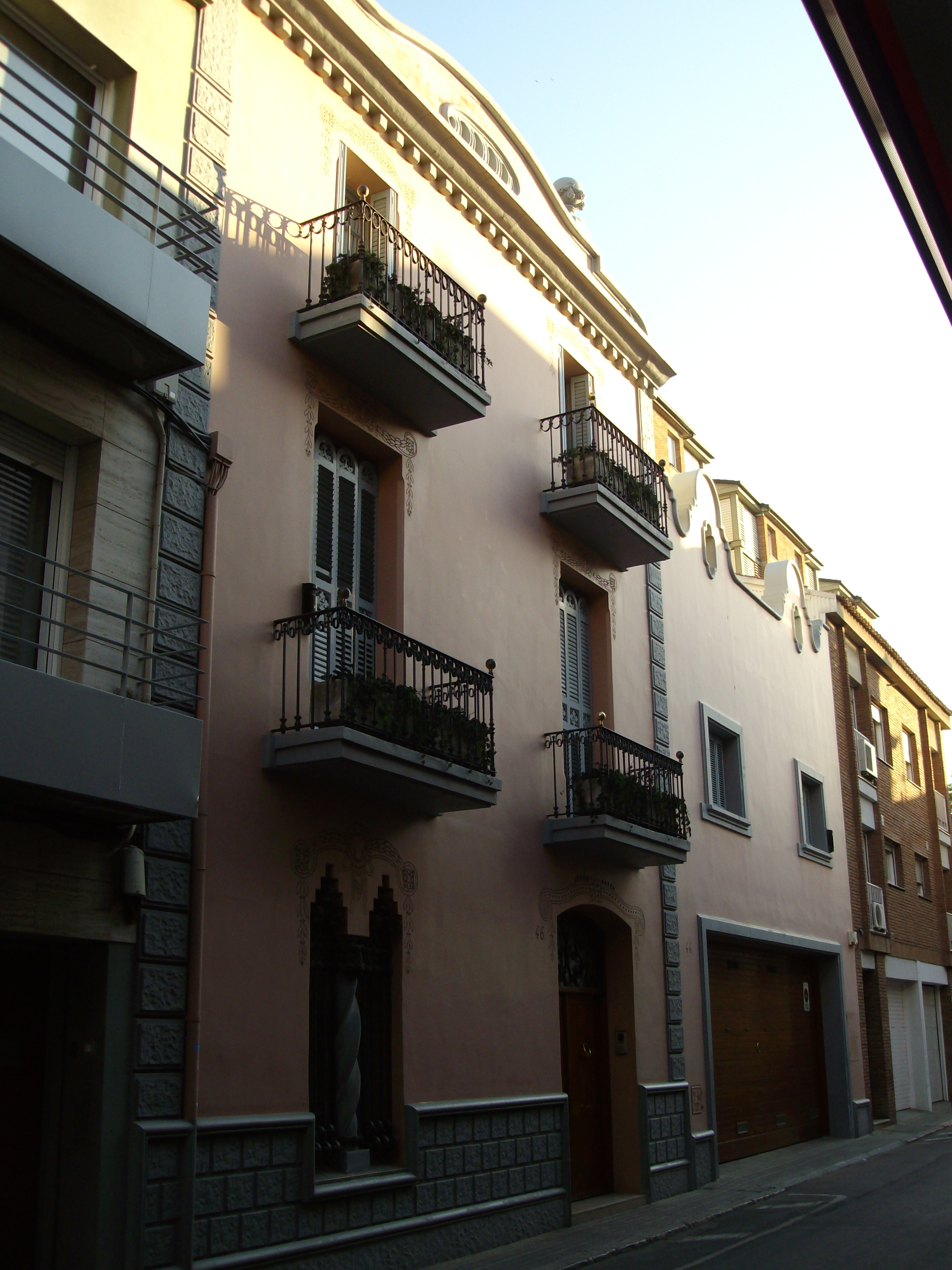
Casa Baygual (Sabadell)
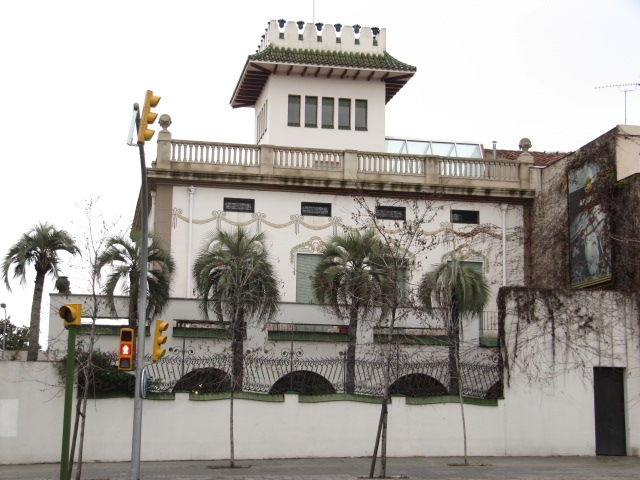
Casa Arimon (Sabadell)
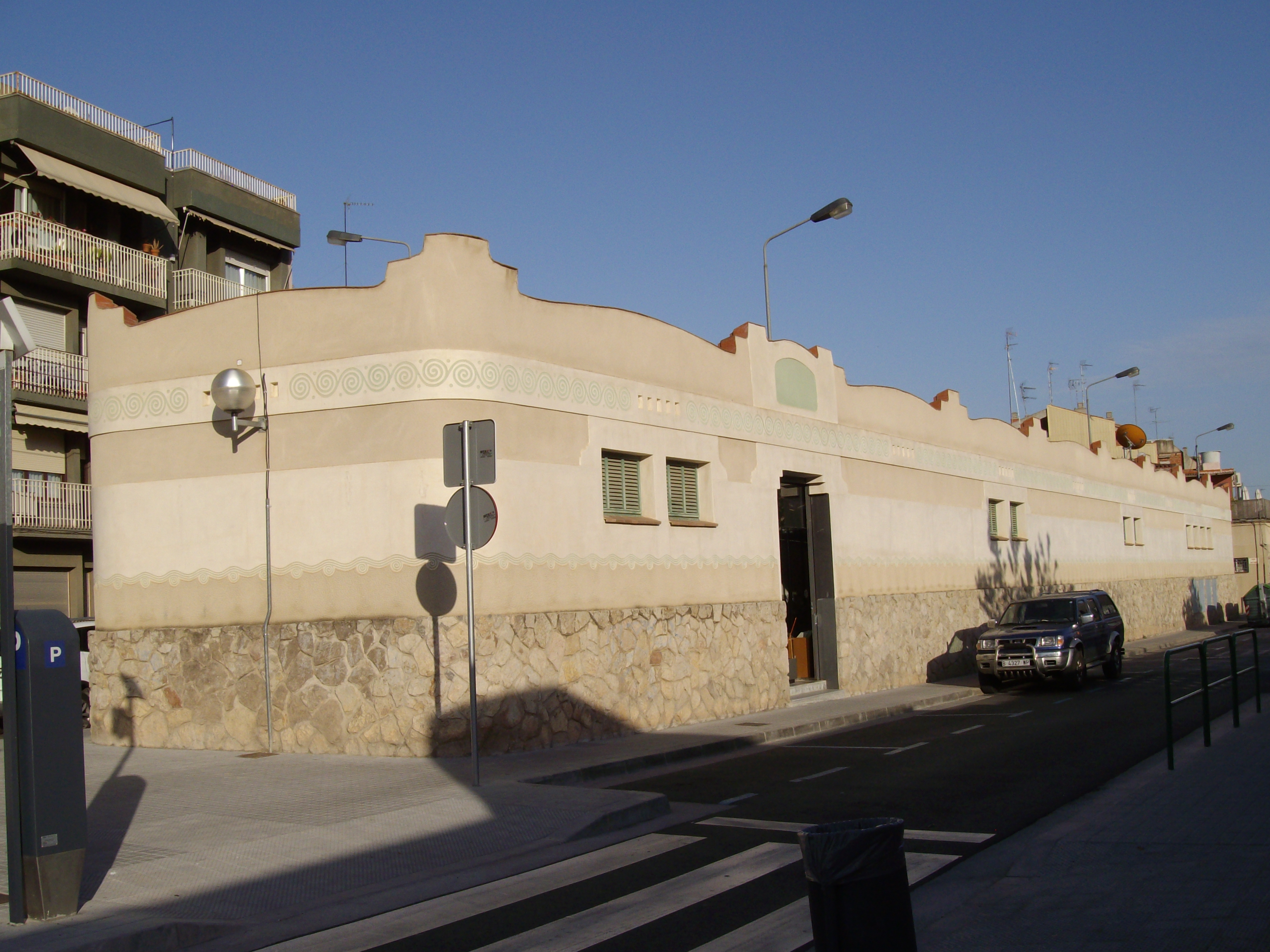
Antiguos lavaderos públicos de la Creu Alta (Sabadell)
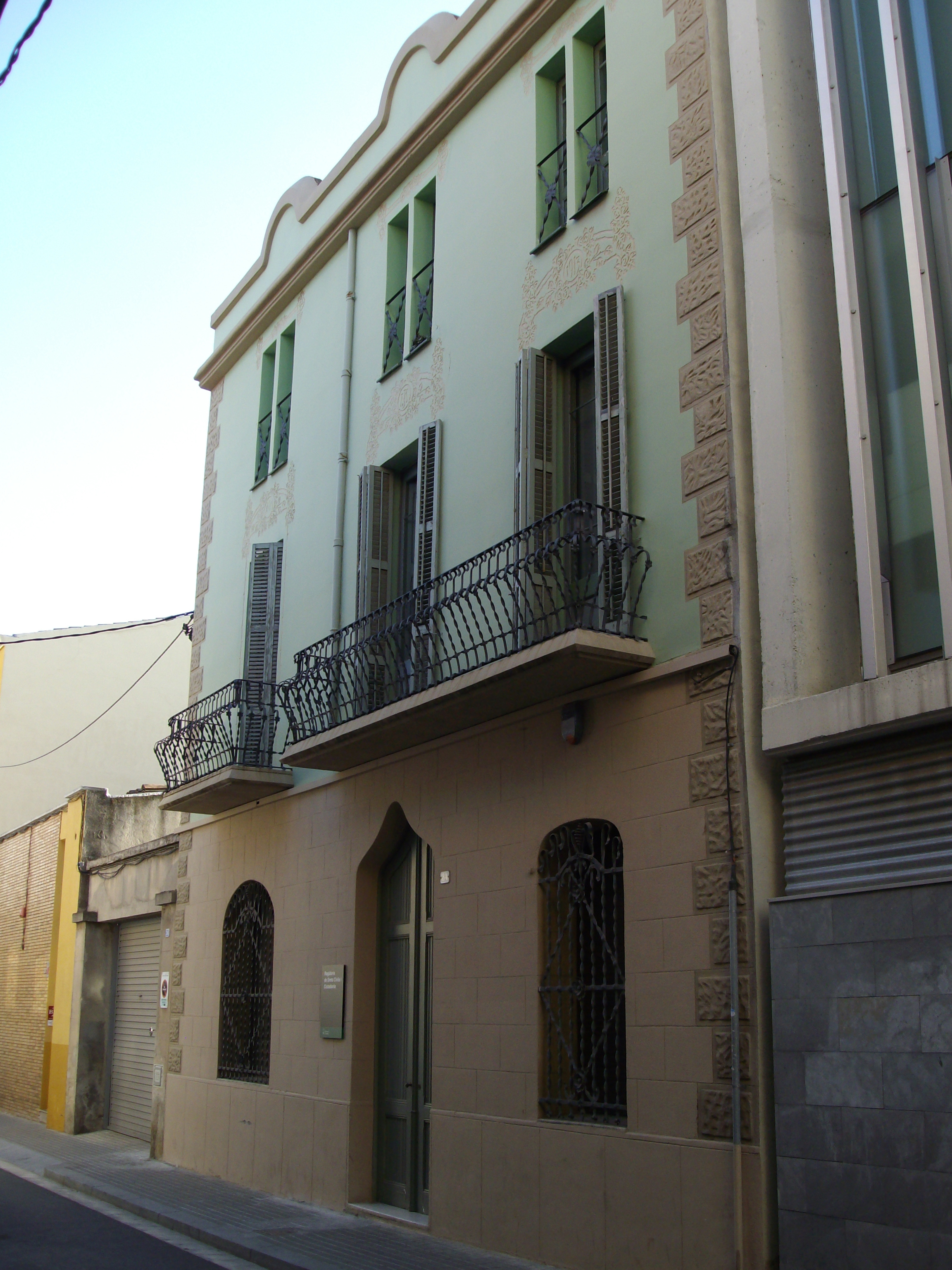
Casa Josep Manau (Sabadell)
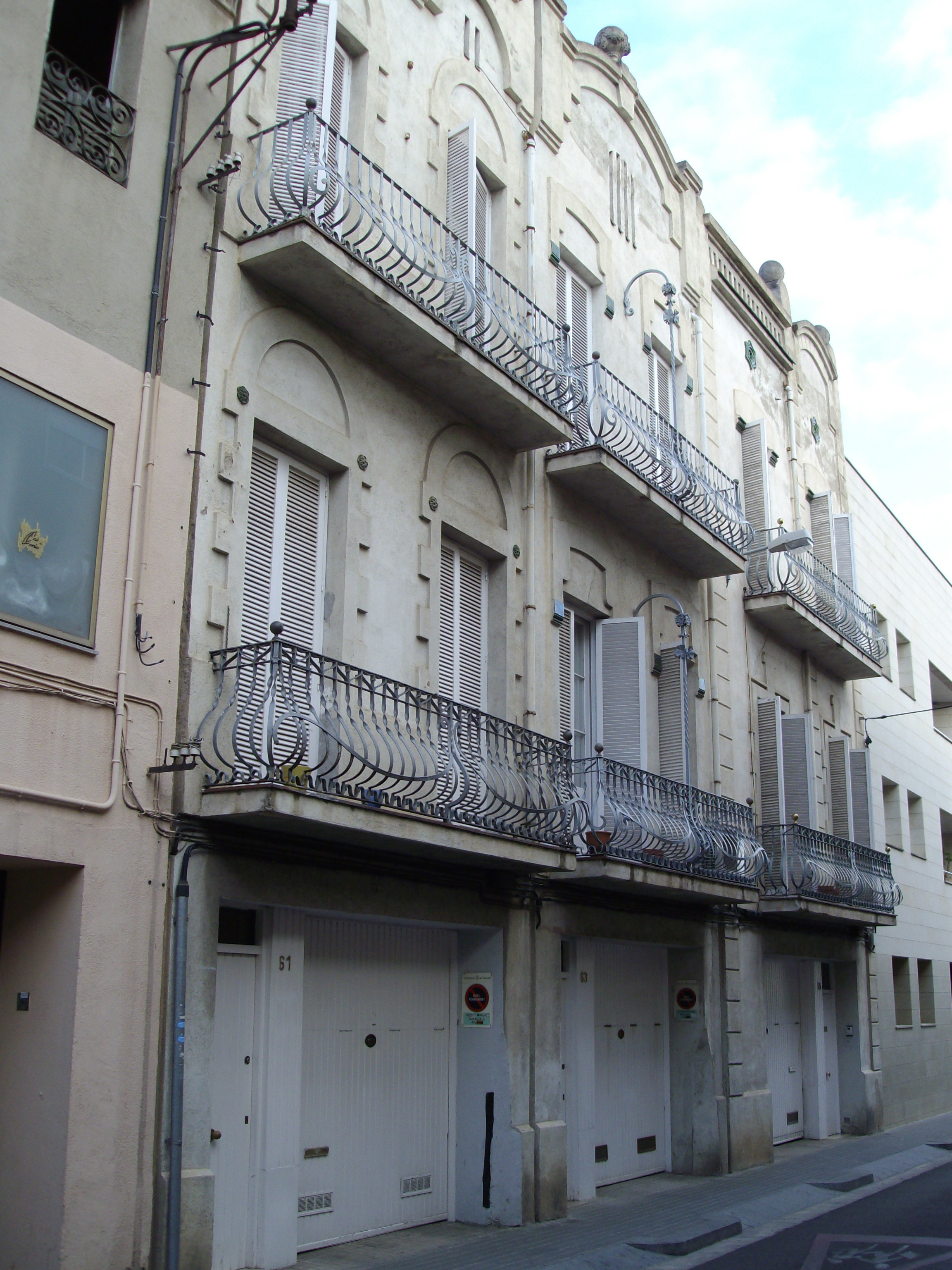
Casas Juli Espinal (Sabadell)
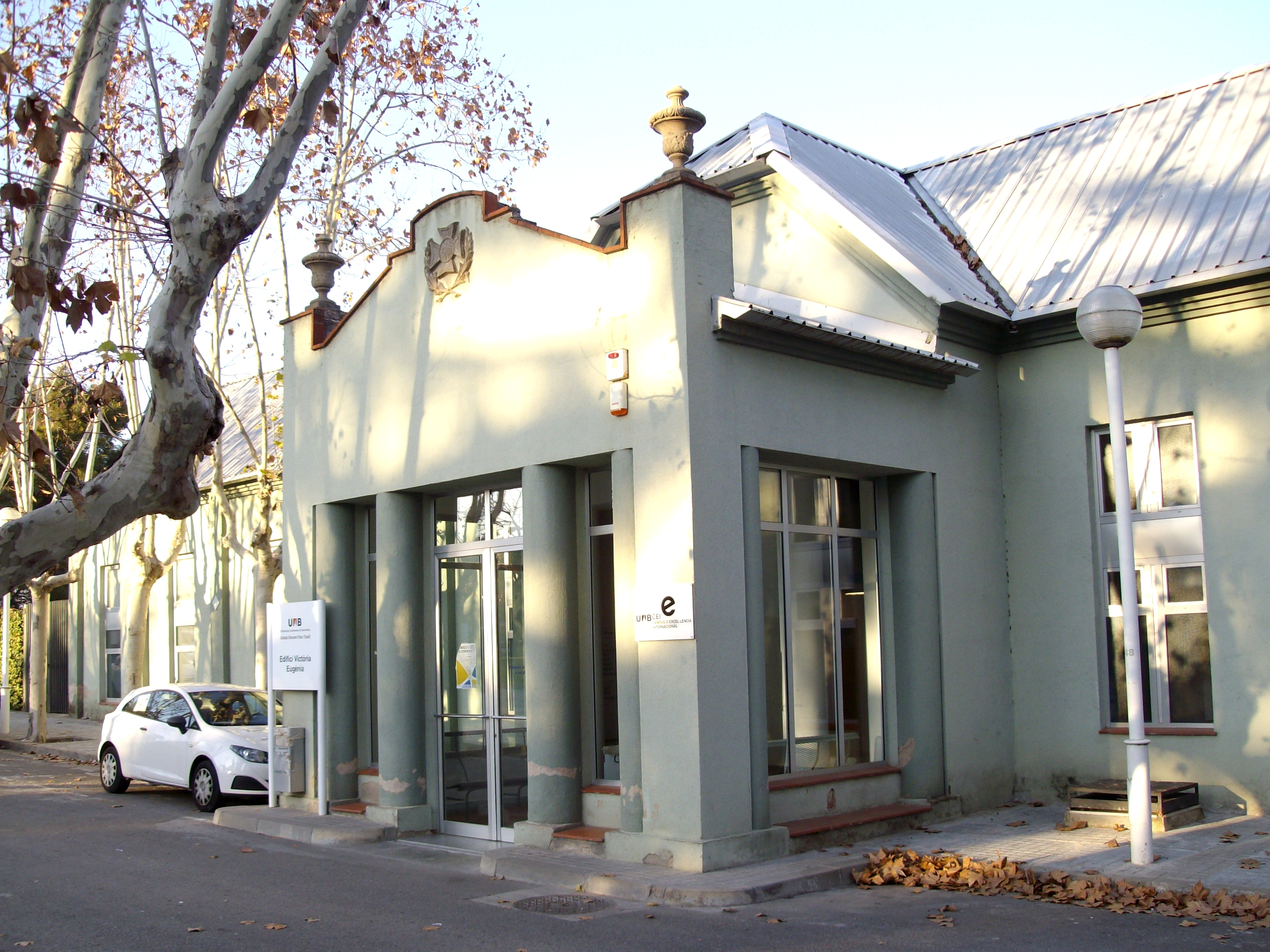
Antigua Enfermería Victoria Eugenia (Sabadell)
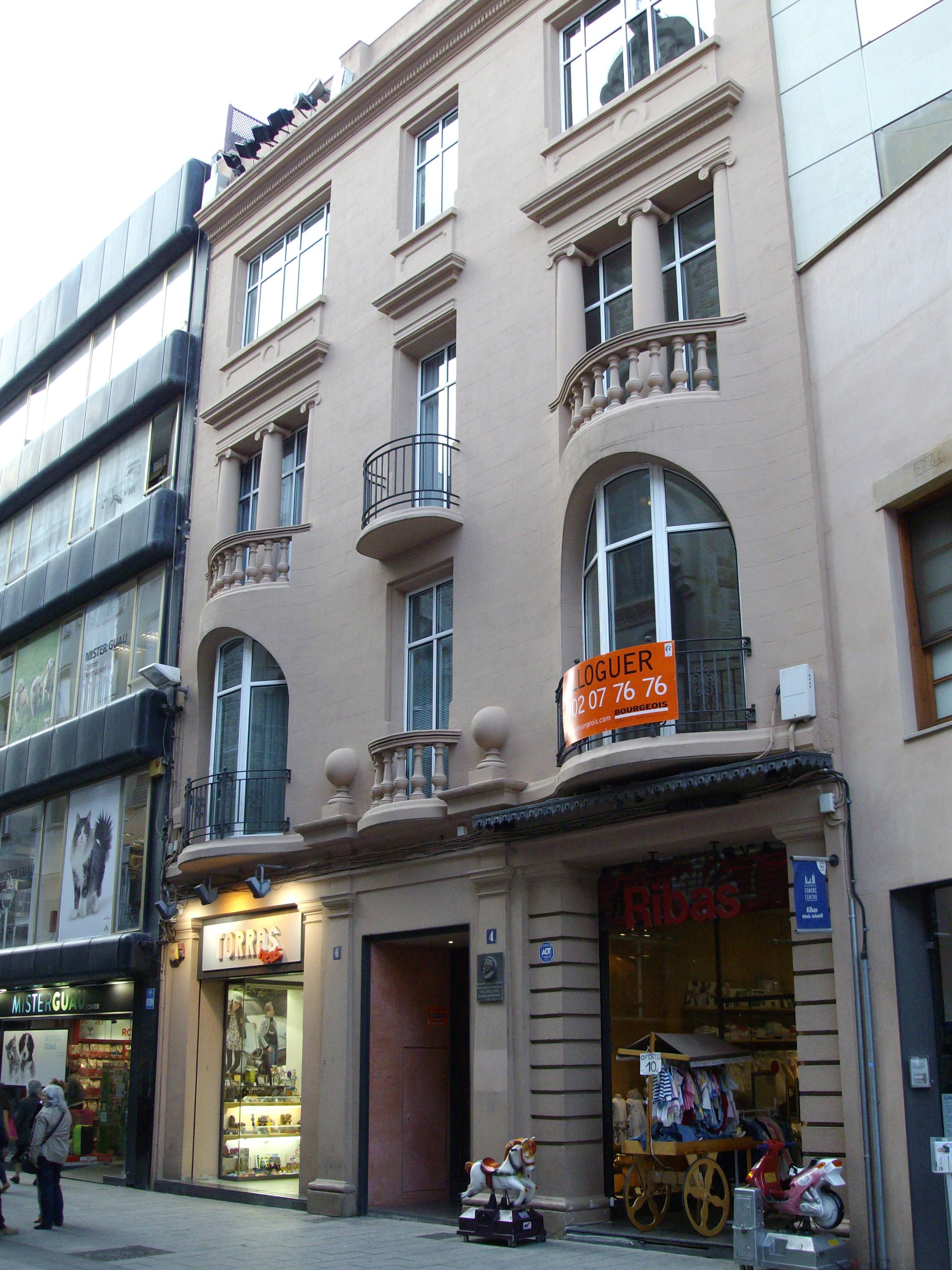
Casa Ramón Costajussà (Sabadell)
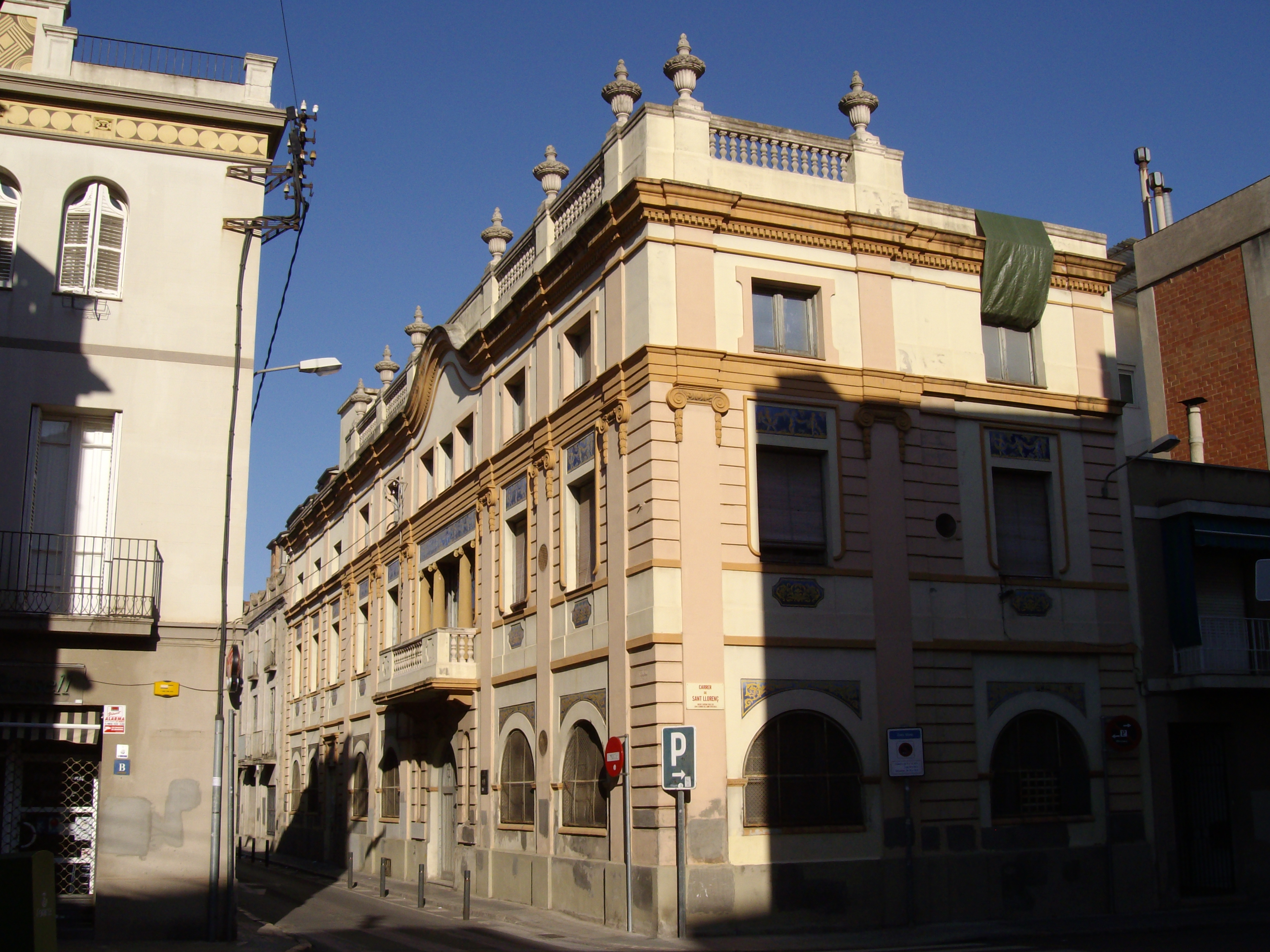
Antigua Maternidad de Sabadell
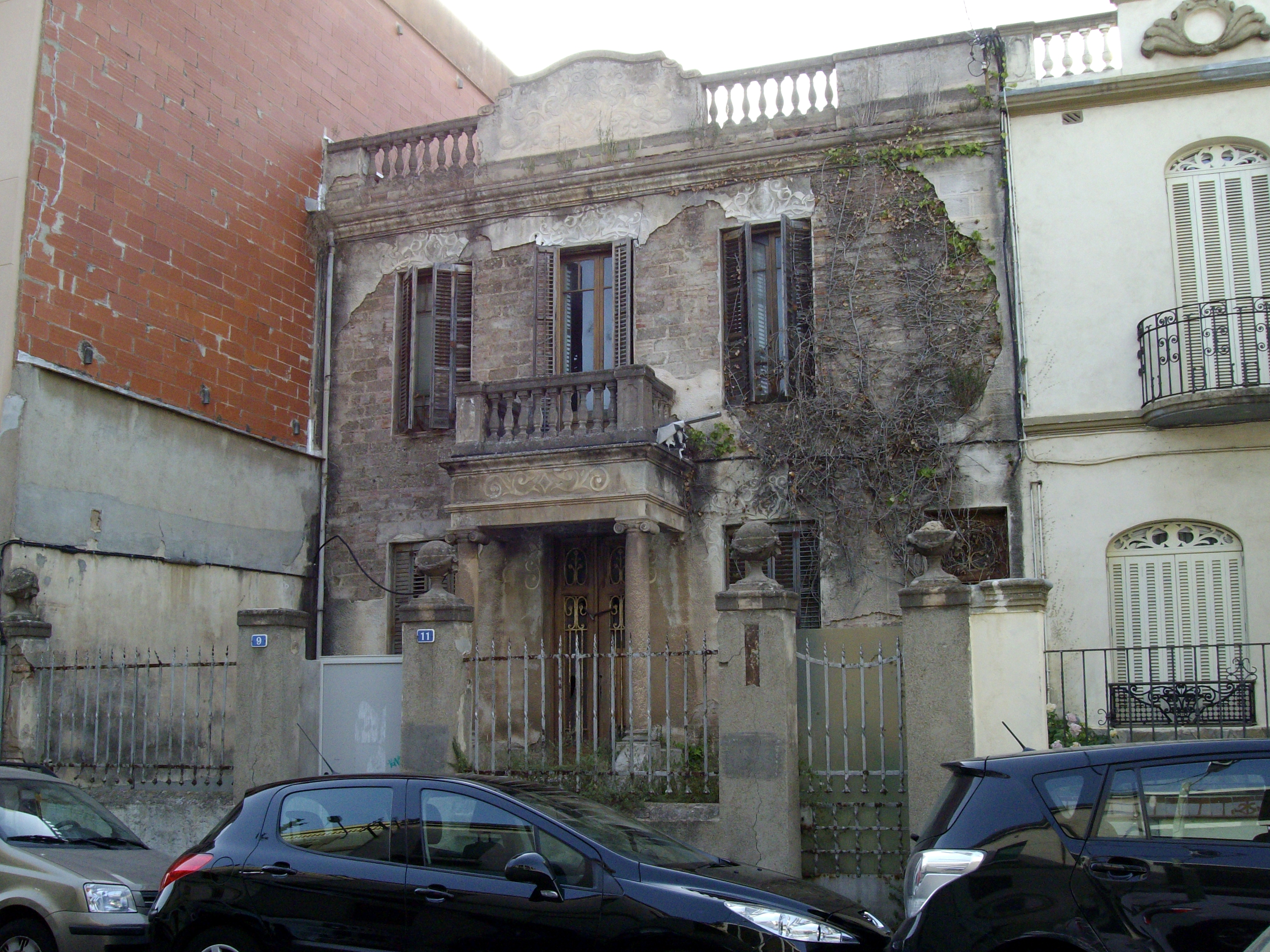
Casa Joan Girbau (Sabadell)
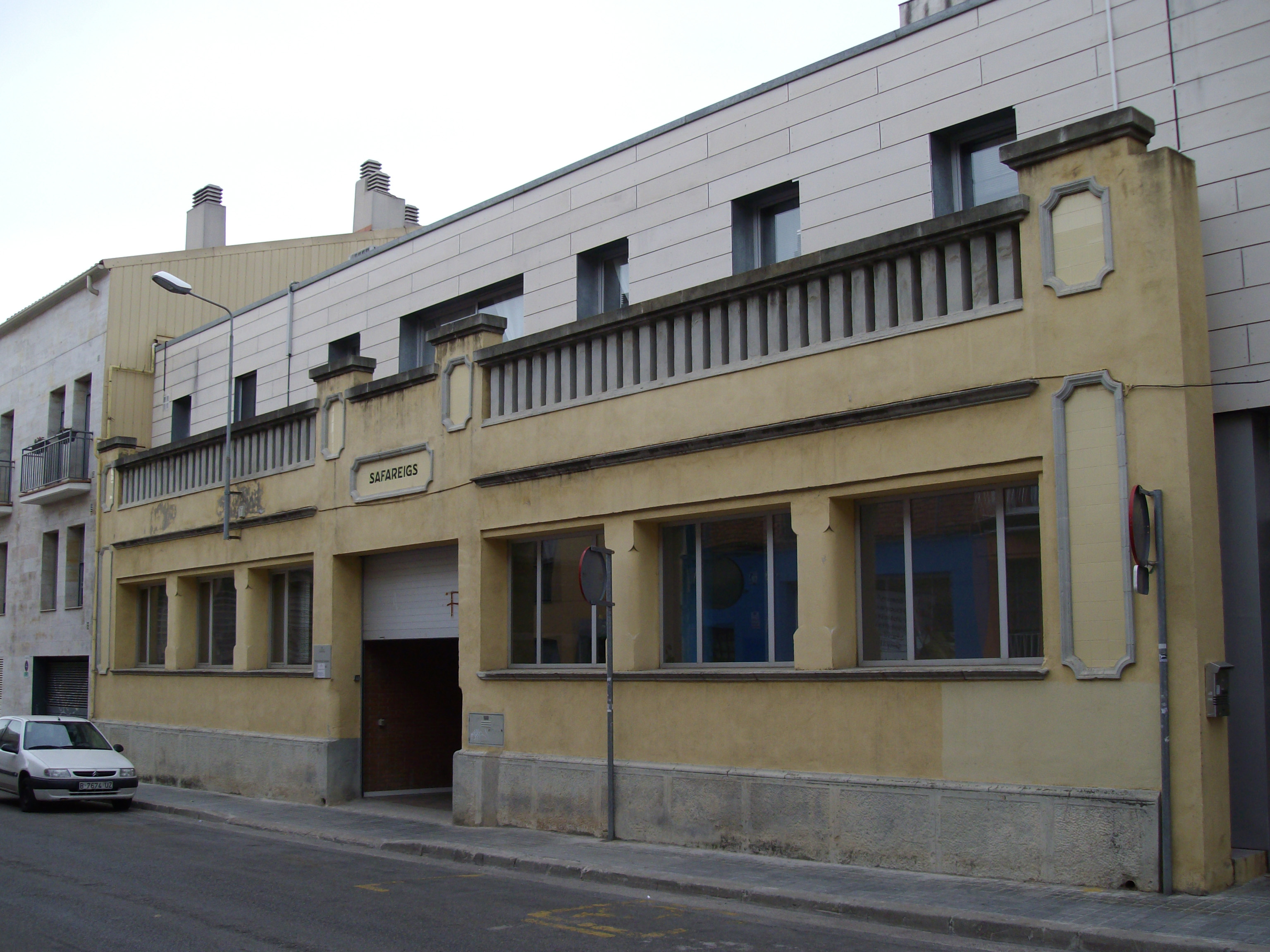
Antiguos lavaderos públicos de Gràcia (Sabadell)

## Bibliobrafía
- Casamartina i Parasols, Josep (2000). Josep Renom arquitecte. Sabadell: Fundación Bosch i Cardellach. ISBN 84-95113-05-8.
- Rios y Masanell, Juan (1982). Personalidades sabadellenses que dan nombre a calles de la ciudad. Sabadell: Joven Cámara de Sabadell. p. 44.